# Monts Elk (Colorado)
Pour les articles homonymes, voir Monts Elk.
Les monts Elk (en anglais : Elk Mountains) sont un massif de montagnes américain dans les comtés d'Eagle, de Gunnison et de Pitkin, au Colorado. Ils culminent à 4 348 mètres d'altitude au pic Castle. Ils sont en partie protégés au sein de la forêt nationale de Gunnison et de la forêt nationale de White River.